# Pedro de Valdivia
Pedro de Valdivia (17. dubna? 1497 Castuera – 25. prosince 1553, Tucapel, Chile) byl španělský conquistador, účastník dobývání říše Inků a jeden z kapitánů Francisca Pizarra. Později se stal prvním královským guvernérem v Chile a zakladatelem měst Santiago, Concepción či Valdivia.

## Dobývání Chile
V letech 1535–1537 táhl společně s Diegem Almagerem do středního Chile. Po návratu byl v roce 1540 znovu vyslán, aby dobyl celé Chile. V roce 1541 dosáhl údolí řeky Mapocho a v témže roce založil město Santiago de Chile. Nové město napadali indiánští Mapučové, ale Španělé byli nakonec schopni odolat. Později postupoval dál na jih a zakládal další města – Concepción, Valdivii a Villarriku. V roce 1547 se vrátil do Peru, kde se zapletl do bojů mezi Franciscem Pizarrem, Gonzalem Pizarrem a guvernérem Pedro de la Gascou k němuž se přidal a přispěl k porážce Pizarra, za což ho guvernér jmenoval generálním kapitánem v Chile.

## Smrt

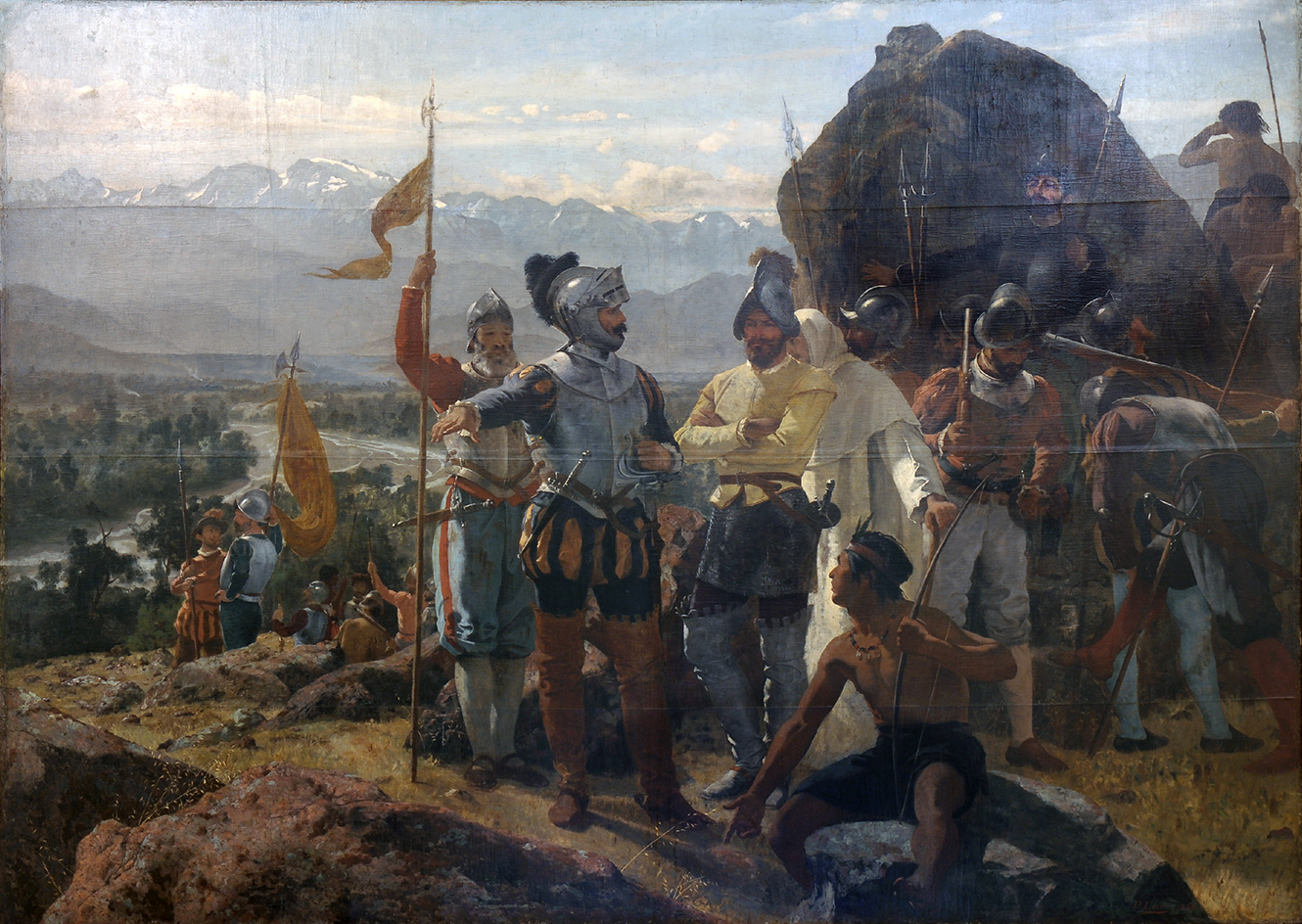
Pedro de Valdivia zakládá město Santiago de Chile. Historický obraz 19. století

V roce 1548 se vrátil do Chile, založil další města a kolonizoval zemi. Jeho dobývání a krutost se nelíbila domorodým obyvatelům Mapučům, kteří se nakonec v roce 1553 v pevnosti Tucapel vzbouřili a pod vedením svého indiánského kasika Colo Colo na Španěly zaútočili. V boji byl krutý Valdivia zajat a na rozkaz mapučského náčelníka Lautara popraven. O jeho smrti koluje více verzí, podle jedné z nich mu indiáni nalili do úst roztavené zlato, podle jiných ho upálili, snědli při kanibalské hostině nebo mu vyřízli srdce.
Valdivio svými výboji v Chile a zakládáním měst zajistil tuto zemi Španělské koruně a Chile se stalo na několik století španělskou kolonií.